# Exploitation minière de l'or en Nouvelle-Écosse

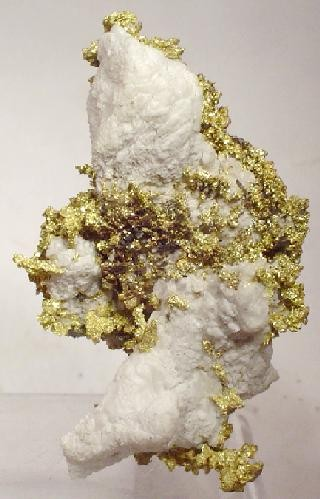
Cristal de quartz mêlé à de l’or découvert en Nouvelle-Écosse

L'exploitation minière de l'or a fait partie du patrimoine de la Nouvelle-Écosse pendant plus de 150 ans et continue à ce jour. Plus d'un million d'onces d'or ont été produites dans la province depuis que l'exploitation minière a commencé en 1861. Bien que pas aussi bien connus que les ruées vers l'or de Californie, le Klondike, l'Australie et l'Afrique du Sud, les trois phases distinctes de ce mouvement y ont entraîné un boom économique dans la province, et permis la naissance de nombreuses communautés nouvelles.

## Géologie
La plupart des mines d'or de la province ont été découvertes au sud de la zone de Meguma, à l'exception de trois, dans les mines du Cap-Breton.

## La découverte
L'or semble avoir été aperçu tout d'abord dès 1578, lorsque l'explorateur Sir Humphrey Gilbert a reçu un brevet pour l'exploration de l'or et de l'argent dans le Nouveau Monde et exploré tout le long de la côte. En Outre, les noms de villages tels que Bras d'Or, le Cap d'Or et Jet-d'Or indiquent que les colons français ont peut-être trouvé de l'or, mais aucune preuve n'a été trouvée du fonctionnement durable de mines.

## La première ruée vers l'or (1861-1874)
La première ruée vers l'or en Nouvelle-Écosse a commencé en 1861 et a duré jusqu'en 1874. L'hystérie attiré des milliers d'hommes vers les champs aurifères. Ce fut le plus spectaculaire d'un mouvement, caractérisé d'abord par la frénésie des mineurs inexpérimentés, avec des rêves de s'enrichir.